# Акман (приток Иртюбяка)
Акма́н (баш. Аҡман) — река в России, протекает по Кугарчинскому району Башкортостана. Правый приток реки Иртюбяк.

## География
Через реку Акман переброшен один железобетонный мост.

## Происхождение топонима
Устье — в деревне Ибраево. В той же деревне есть гора Акмантау. Название восходит к антропониму Акман.